# 独孤藏
独孤藏（544年—578年9月20日），鲜卑名拔臣，佛教小字达磨，朔州人，西魏八大柱国之一独孤信之子，北周明敬皇后独孤氏的同母弟，独孤伽罗皇后的异母兄弟。能骑善射，文武双全，他墓志中载“美须髯，好容貌。平叔食饼，未足比伦；安仁掷果，犹为惭德。善隶书，银钩无以渝；好坟典，石经莫不谈。妙制文章，尤长叹咏。”，多有继承独孤信的风采和才华。
独孤藏家族祖上原是北魏匈奴部落酋长，北魏末年，独孤信抛弃父母妻子随孝武帝元修去长安投奔宇文泰，后成为西魏八大柱国之一。独孤信在长安复娶二妻，前夫人郭氏生子六人，独孤善、独孤穆、独孤藏、独孤顺、独孤陀、独孤整。独孤藏年八岁，即以父功封武平县开国公，食邑一千九百户。后在齐王宇文宪府中做幕僚。谯王宇文俭任益州总管时，独孤藏在其属下任大都督、隆山郡太守（治今四川仁寿县）。后母亲去世丁忧，“居丧过礼，遂感旧疾，”宣政元年八月四日（公历578年9月20日），薨于长安大司马坊府第，年三十五。同年十月廿日安葬于泾阳胡渎川。追赠赠金州刺史。夫人贺兰氏，有子三人。

## 家族

### 父母
- 独孤信
- 郭氏

### 子孙
- 长子：独孤机，与王世充曾同侍隋越王杨侗，王世充称帝后，独孤机密谋归降唐国，事泄后被王世充所杀。王世充投降被押到长安后，独孤机之子独孤修德正为定州刺史，本以为王世充会被处决，岂料王世充一家仅被流放蜀州，便与众兄弟密谋，在王世充发配途中杀王世充为父报仇。独孤机后被追赠为滕国公。
  - 孙：独孤修德，唐任同州刺史、滕国公。
    - 曾孙：独孤皛，独孤修德之子。武周任泗州司马，生独孤庆。
    - 曾孙：独孤恽，独孤修德之子。生独孤万石；万石生独孤温；温有女独孤氏

  - 孙：独孤修礼，
    - 曾孙：独孤谌，独孤修礼長子，尚唐太宗女安康公主，为駙馬都尉，嵐州刺史。諶生通事舍人丕，丕生京兆府參軍鎮，鎮生独孤士衡，有墓志出土。
    - 曾孙：独孤译，独孤修礼次子。

  - 孙：独孤修本，终徐州长史。生讷，仕至金紫光禄大夫、桂府都督。讷生独孤挺，阆中太守、洋州刺史。挺生洧，字文仲，次子前扶风郡洛邑府别将沔，字武仲，季子東台侍御史演，字敬仲[1]。演生崟，襄州谷城縣令。崟女獨孤婉（夫：宗正寺德明興聖廟令馮元倞）[2]。修本女独孤氏（夫：朝散大夫、东都苑总监元某）
- 次子：独孤斌 
  -     - 曾孙：独孤俭，
- 三子：独孤？
- 独孤具足，长女，嫁隋朝使持节、开府仪同大将军、郧国静公韦圆成[3]

## 墓志铭
《周大都督武平公金州刺史独孤使君墓志》，1988年出土于咸阳底张湾独孤藏墓。

公讳藏，字达磨，朔州人也。周明皇帝敬后同母弟。本姓刘，汉景帝之裔，赤眉之乱，流寓陇阴，因改为独孤氏。祖俟尼伐，魏室名臣，位登三吏，器量详深，识度雄举。父信，太祖文皇帝造周之始，同心创业，高欢鵄据燕城，孤鸣赵地，权火每逢，干戈日寻，乃张绛宫之术，设黄石之妙。战剧阪泉，□逾丹浦，克定祸难，策勋第一。授柱国大将军、大宗伯、大司马、雍州牧、河内郡开国公，食邑八千户。名播八荒，威震四表，具诸简策，可略而言。公即河内公之宠子也。幼而秀异，神情颖脱。朝阳擢干，即闻威风之声；崐山孕宝，便散长虹之色。为孝为慈，遵斯二树；乃文乃武，洞此三端。年八岁，以父功封武平县开国公，食邑一千九百户。 高祖孝武皇帝第七弟齐王，初启盛府，选择名贤，辟为上佐。公风华独俊，日下无双。居帝戚之重，卑以自牧；处公子之豪，每存廉让。寄情文酒，留神风月。恒以优游自退，不以州郡劳心。俄授都督，非心所愿。 帝第十弟谯王，作牧庸蜀，崇重英贤，纳诸益友，雅相钦敬。以公治大都督，出为隆山太守。山夫狼戾，野民倔强，一人不刑，九里增润。蒲鞭止讼，麦穗兴哥， 威而不猛，柔而且断，清同水镜，俨若神明。罢郡之日，吏民流涕。昔在母忧，居丧过礼，遂感旧疾，昊天不吊，歼此良人。以宣政元年八月四日，薨于长安大司马坊第，春秋卅五。 皇情悼惜，屡发王言，荣哀之理，存没斯备。即以其年十月廿日，岁次戊戌窆于泾阳胡渎川。诏赠金州刺史，礼也。

公美须髯，好容貌。平叔食饼，未足比伦；安仁掷果，犹为惭德。善隶书，银钩无以渝；好坟典，石经莫不谈。妙制文章，□长咏咏，便骑射、爱朋友，兄弟缉熙，闺门严正，风格朴尚，思理渊邈，光家令德，善始令终，何取斯言，寄之君子。夫没而不朽，非谓金石其身；逝者如斯，在乎阐扬风烈。式镌玄板，以旌素行，乃为铭曰：

御龙在夏，斩虵称汉，帝王洪弈，珪璋璀璨。天倾地垂，枝分叶散，避地改氏，本枝无绝。辅魏天赞，匡周人杰，黼黻既糜，山河亦裂。猗欤公子，积此余庆，忠孝两极，礼仪双映。兄弟既怡，友交逾敬，帝戚之贵，高门之重。似川独浚，如芥自竦，金符后佩，玉珪先捧。英王屡辟，俊僚咸慕，临池巧画，登高能赋。忽此梦山，奄同朝露，吕悲过隙，丘嗟逝川。人生何几，徒论百年，白杨斜日，青松乱烟。孤坟一闭，空芳自得。

夫人贺兰氏，有子三人。